# Пасі Сормунен
Пасі Сормунен (фін. Pasi Sormunen; народився 8 березня 1970 у м. Кауніайнен, Фінляндія) — фінський хокеїст, захисник, також тренер. 
Вихованець хокейної школи «Карху-Кіссат». Виступав за «Карху-Кіссат», ГІФК (Гельсінкі), «Йокеріт» (Гельсінкі), «Еспоо Блюз», «Нюрнберг Айс-Тайгерс», «Шур», «Вестра Фрелунда». 
У складі національної збірної Фінляндії учасник зимових Олімпійських ігор 1994. 
Бронзовий призер зимових Олімпійських ігор 1994. Чемпіон Фінляндії (1996, 1997), срібний призер (1995), бронзовий призер (1998). Володар Кубка європейських чемпіонів (1995, 1996).
В перівод 2011-2013 років тренував ХК ГІФК Гельсінкі.